# 레꾸이돈

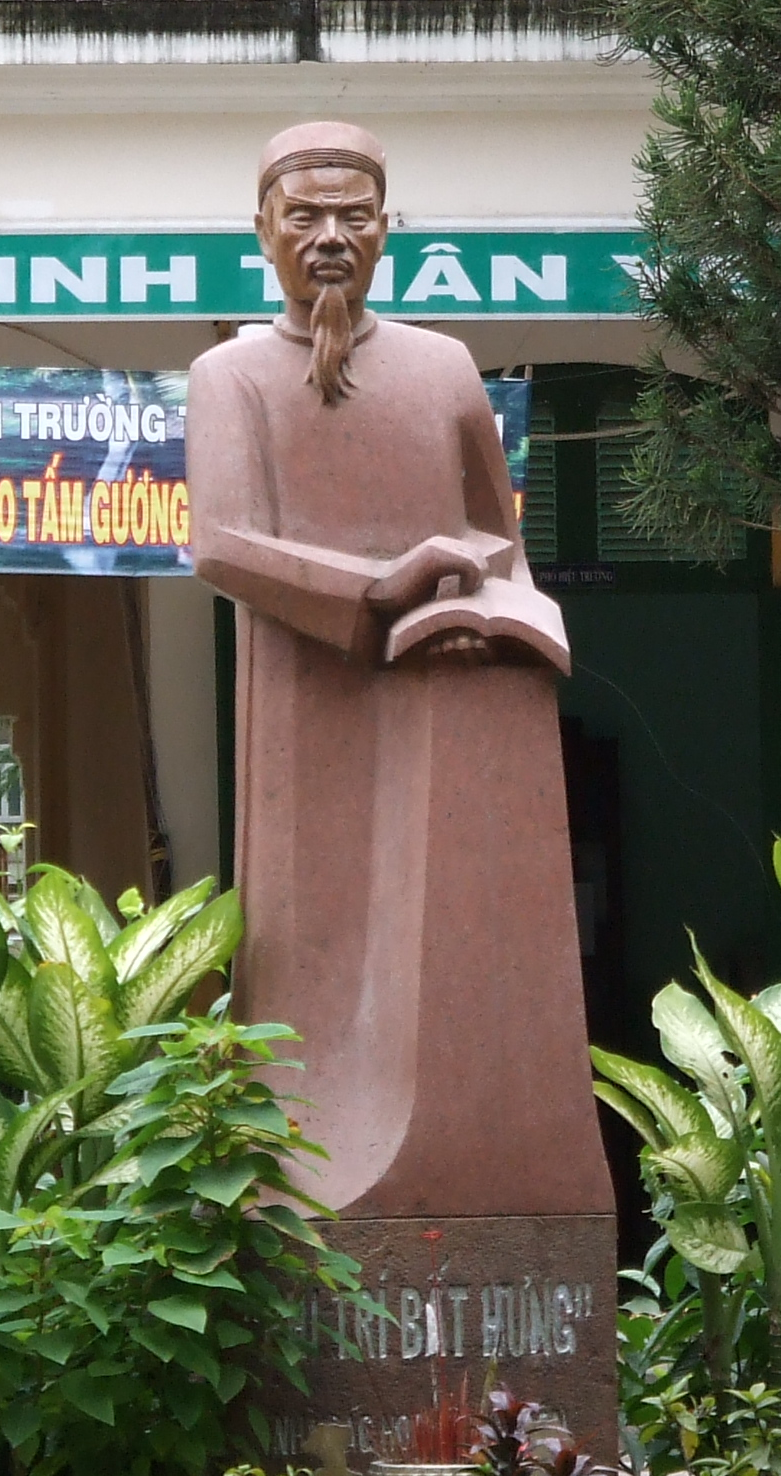
레꾸이돈

레꾸이돈(베트남어: Lê Quý Đôn / 黎貴惇, 1726년 ~ 1784년)은 베트남 레 왕조의 문신이다. 백과사전을 편찬하였으며, 당시 새로 들어온 서양 문물에 대해서도 호의를 보였다.